# Pan-Cinor
Il Pan-Cinor è un obiettivo fotografico inventato in Francia dall'ingegnere Roger Cuvillier nel 1949.
È un obiettivo ottico di lunghezza focale variabile, che consente di fare lunghe riprese senza stacco, lunghe carrellate ottiche.
Usato da Roberto Rossellini a partire dal suo film Era notte a Roma.
Con il Pan-Cinor si ha una ripresa continua e questo permette agli attori di recitare senza interruzioni in modo che il regista rubi le espressioni agli attori senza che loro se ne accorgano.
Negli anni a venire si chiamerà universalmente zoom.